# جون لارسون (لاعب هوكي الجليد)
جون لارسون (بالسويدية: Johan Larsson)‏ هو لاعب هوكي الجليد سويدي، ولد في 24 مارس 1986 في Lindesberg ‏ في السويد.

## وصلات خارجية
- جون لارسون (لاعب هوكي الجليد) على موقع EliteProspects.com (الإنجليزية)
- جون لارسون (لاعب هوكي الجليد) على موقع Eurohockey.com (الإنجليزية)
- جون لارسون (لاعب هوكي الجليد) على موقع HockeyDB.com (الإنجليزية)